# Dekanat Patriarchatu Moskiewskiego w Szwecji
Dekanat Patriarchatu Moskiewskiego w Szwecji – grupa parafii Rosyjskiego Kościoła Prawosławnego na terytorium Szwecji. W 2011 Patriarchat Moskiewski prowadził w tym kraju osiem placówek duszpasterskich.
Pierwsza etnicznie rosyjska parafia prawosławna w Szwecji została powołana do życia w 1641 w Sztokholmie. Parafia ta po 1917 przeszła w jurysdykcję Zachodnioeuropejskiego Egzarchatu Parafii Rosyjskich. W końcu lat 80. XX wieku Rosjanie utworzyli w stolicy Szwecji nową parafię pod wezwaniem św. Sergiusza z Radoneża.

## Wykaz placówek duszpasterskich
Według danych z 2011 w skład dekanatu wchodziły następujące placówki duszpasterskie.
- Parafia św. Sergiusza z Radoneża w Sztokholmie
- Parafia Opieki Matki Bożej w Göteborgu
- Parafia Ikony Matki Bożej „Wejrzyj Na Pokorę” w Karlstadzie
- Parafia Ikony Matki Bożej „Nieoczekiwana Radość” w Luleå
- Parafia św. św. Piotra i Pawła w Umeå
- Parafia św. Mikołaja w Uppsali
- Parafia Kazańskiej Ikony Matki Bożej w Västerås
- Wspólnota św. Serafina z Sarowa w Gävle